# Anton Schulte
Antonius Bernhard Schulte (* 20. August 1925 in Bottrop; † 26. Dezember 2010 in Hemer, Nordrhein-Westfalen) war ein deutscher Evangelist. Er war der Gründer des Missionswerks Neues Leben, aus dem inzwischen viele selbständige Werke hervorgegangen sind.

## Leben
Anton Schulte wuchs in einem römisch-katholischen Elternhaus mit sieben weiteren Geschwistern auf. Er absolvierte eine Lehre zum Müller und wurde 1943 als 17-Jähriger zum Kriegsdienst eingezogen. Nach dem Ende des Zweiten Weltkriegs geriet der Fallschirmjäger zunächst in italienische, dann in US-amerikanische und schließlich in britische Kriegsgefangenschaft. Schulte kam als kriegsgefangener Landarbeiter nach Schottland, wo er bis zum Januar 1949 lebte. Hier erlebte der Agnostiker Schulte seine Bekehrung.
Nach seiner Rückkehr nach Deutschland arbeitete er zunächst in seinem erlernten Beruf als Müller in Düsseldorf, wo er bereits feierabendlich Evangelisation betrieb. Anton Schulte ließ sich schließlich an der Bibelschule Wiedenest zum Evangelisten ausbilden.
Eine erste Anstellung fand Schulte beim Jugendevangelisationswerk Jugend für Christus (JFC). Ab Dezember 1953 war er als erster deutscher Evangelist in einer wöchentlichen Rundfunksendung bei Radio Monte Carlo zu hören. Da sein Arbeitgeber JFC die Rundfunkevangelisation akzentuell und finanziell nicht mittrug, gründete Anton Schulte 1954 im Westerwalddorf Wölmersen den Verein Missionswerk Neues Leben, der fortan seine Rundfunkarbeit finanziell förderte.
1959 gehörte Anton Schulte zu den Mitgründern des Evangeliums-Rundfunks (heute ERF-Medien) in Wetzlar.
Anton Schulte versuchte immer wieder aufs Neue, oft im Widerstreit mit konservativen und technikfeindlichen evangelikalen Kreisen, aktuelle technische Entwicklungen zu sehen und für die Evangelisation zu nutzen.
Im Ruhestand lebte er mit seiner zweiten Ehefrau Heidi Kühnel, mit der er seit 1991 verheiratet war, zunächst auf der Kanarischen Insel Lanzarote, kehrte jedoch nach Deutschland zurück und lebte bis zu seinem Tod mit seiner Familie in Balve im Sauerland. 
Aus der Ehe mit seiner verstorbenen Ehefrau Hermine Schulte gingen zwei Söhne hervor, Peter und Wilfried, die im Vorstand des Missionswerkes in Wölmersen mitarbeiteten.